# Maor Tiyouri
Maor Tiyouri (hebräisch מאור טיורי; * 13. August 1990 in Kfar Saba) ist eine israelische Leichtathletin, die sich auf den Langstreckenlauf spezialisiert hat.

## Sportliche Laufbahn
Erste internationale Erfahrungen sammelte Maor Tiyouri im Jahr 2009, als sie bei den Junioreneuropameisterschaften in Novi Sad in 17:16,53 min den neunten Platz im 5000-Meter-Lauf belegte. 2011 gelangte sie bei den U23-Europameisterschaften in Ostrava mit 35:41,03 min auf den elften Platz über 10.000 Meter und studierte in dieser Zeit an der University of San Francisco in den Vereinigten Staaten. 2015 wurde sie bei der 3. Liga der Team-Europameisterschaft im Rahmen der Europaspiele in Baku in 4:26,86 min Zweite im 1500-Meter-Lauf hinter der Albanerin Luiza Gega und über 3000 Meter musste sie sich in 9:32,11 min nur der Österreicherin Jennifer Wenth geschlagen geben. Zudem gewann sie mit dem israelischen Team die Bronzemedaille hinter Österreich und der Slowakei. Im Jahr darauf nahm sie im Marathonlauf an den Olympischen Sommerspielen in Rio de Janeiro teil und landete dort nach 2:47:27 h auf Rang 90. 2017 wurde sie dann bei den Weltmeisterschaften in London in 2:49:45 h 63. Bei den Halbmarathon-Weltmeisterschaften 2018 in Valencia erreichte sie nach 1:15:03 h Rang 66. und bei den Halbmarathon-Weltmeisterschaften 2020 in Gdynia wurde sie nach 1:12:27 h 53. Im Jahr darauf nahm sie im Marathon erneut an den Olympischen Spielen in Sapporo teil und klassierte sich dort mit 2:37:52 h auf dem 48. Platz. 2022 wurde sie bei den Weltmeisterschaften in Eugene in 2:31:54 h 23., ehe sie bei den Europameisterschaften in München nach 2:38:04 h auf Rang 28 gelangte. Bei den Straßenlauf-Weltmeisterschaften 2023 in Riga lief sie nach 1:14:31 h auf dem 40. Platz im Halbmarathon ein und im Jahr darauf erreichte sie bei den Europameisterschaften in Rom nach 1:12:55 h Rang 38. Anschließend nahm sie zum dritten Mal an den Olympischen Sommerspielen in Paris teil und landete dort nach 2:33:37 h auf dem 49. Platz. Bei den Straßenlauf-Europameisterschaften 2025 in Löwen belegte sie in 2:28:01 h den vierten Platz über die Marathondistanz und sicherte sich in der Teamwertung die Silbermedaille hinter dem spanischen Team.
In den Jahren 2011, 2013 und 2015 wurde Tyouri israelische Meisterin über 1500 Meter sowie 2005 im 3000-Meter-Lauf und 2010 über 10.000 Meter.

## Persönliche Bestzeiten
- 1500 Meter: 4:26,86 min, 22. Juni 2015 in Baku
- 3000 Meter: 9:32,11 min, 21. Juni 2015 in Baku
  - 3000 Meter (Halle): 9:40,30 min, 6. Februar 2016 in Lincoln
- 5000 Meter: 15:54,47 min, 1. April 2022 in Palo Alto
- 10.000 Meter: 33:43,16 min, 26. April 2018 in Tel Aviv-Jaffa
- 10-km-Straßenlauf: 32:29 min, 12. Januar 2025 in Valencia
- Halbmarathon: 1:11:09 h, 16. Februar 2025 in Barcelona
- Marathon: 2:26:39 h, 14. April 2024 in Rotterdam